# Arc branhial
Arcurile branhiale sunt structuri primordiale embrionare la animalele vertebrate care participă la formarea unor structuri și organe ale regiunilor cefalică și cervicală.

## Derivatele arcurilor branhiale
Regiunea branhială, deși temporară la embrioni, este extrem de importantă prin derivatele ei, contribuind la formarea:
- feței,
- gâtului,
- urechii externe și medii,
- glandelor paratiroidel,
- timusului,
- limbii.

## Arcul branhial I
Arcul branhial I sau arcul mandibular, arcul visceral I, se formează din mezenchimul regiunii paracordale anterioare și a regiunii anterioare a rombencefalului și mezencefalului. În săptamâna 4-a (23 zile) de viață intrauterină se formează mugurii mandibulari, ce se vor uni median și ventral și vor forma primul arc branhial. 

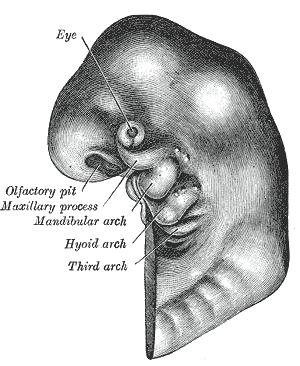
Reprezentare schematica a embrionului uman cu indicarea primelor trei arcuri branhiale (:en:Gray's Anatomy).

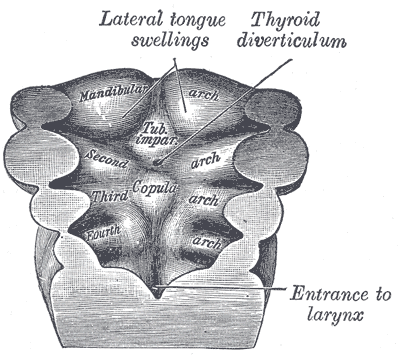
Planșeul faringelui la un embrion uman de 26 de zile (:en:Gray's Anatomy).

În stadiile următoare (embrion de 25-26 zile), în partea sa dorsală, proeminența mandibulară apare îndoită formând mugurele sau procesul maxilar. În acest stadiu de dezvoltare, procesul frontal este un apendice cranial al arcului mandibular și este delimitat printr-un șanț slab marcat de masivul frontal al capului.
Între proeminența frontală și proeminența primului arc branhial se delimitează o cavitate numită stomodeum, sau gura primitivă a embrionului. Stomodeumul este separat de intestinul primitiv prin membrana orofaringiană.
Procesul maxilar crește repede și va ajunge în săptămâna a 6-a să egaleze pe cel mandibular.
Mezenchimul arcului I este alimentat de capilare de nutriție rezultate din arcul arterial branhial I care deja s-a capilarizat.
Din procesele maxilare, care mai târziu vor fuziona cu mugurii nazali, laterali și mediali, se diferențiază la adult:
- regiunea superioară a feței,
- o parte a buzei superioare,
- mucoasa procesului dentoalveolar superior.

Medial, din mugurii maxilari se formează procesele palatine care, prin fuzionare pe linie mediană, vor forma palatul secundar. Tot din mezenchimul mugurilor maxilari se mai dezvoltă, ca oase de membrană, osul zigomatic, sozul osului temporal și cea mai mare parte a osului maxilar.
Regiunea inferioară a feței, buza inferioară, procesul dentoalveolar inferior, mușchii masticatori și osul mandibula se vor diferenția din procesele mandibulare.
Scheletul arcului branhial I este format dintr-o tijă cartilaginoasă, situată în mugurii mandibulari, numită „cartilajul lui Meckel”.
Acesta se osifică numai la capete și cu capătul ventral participă la formarea mandibulei, iar din capătul dorsal se va forma ciocanul și nicovala, oscioarele urechii mijlocii.
Partea medială a cartilajului va deveni fibroasă formând ligamentul sfeno-mandibular.
Pornind din arcul mandibular, antero-medial, proemină ridicăturile linguale anterioare sau mugurii linguali, între care median este prezentă o proeminentă numită tuberculul impar. Aceste trei formațiuni vor intra mai târziu în constituția limbii, formând vârful și corpul limbii, adica 2/3 din volumul ei.
Inervația arcului mandibular este asigurată de ramurile nervului trigemen: 
- nervul maxilar,
- nervul mandibular.

## Arcul branhial II
Arcul branhial II sau arcul hial, arcul visceral II, are o evoluție prospectivă deosebit de bogată. Din mezenchimul acestui arc se va dezvolta de asemenea o tija cartilaginoasă numită  „cartilajul lui Reichert”.
Din acesta se dezvoltă: 
- partea superioară a osului hioid,
- coarnele mici ale osului hioid,
- scărița din urechea medie.

Partea mijlocie a cartilajului lui Reichert devine țesut fibros care formează ligamentul stilohioidian. Tot din mezenchimul acestui arc se mai diferențiaza și o serie de mușchi: 
- mușchii mimicii,
- mușchiul stilohioidian,
- mușchiul stapedius.

## Arcul branhial V
Nu da derivate